# Condado de Dade (Geórgia)
O Condado de Dade é um dos 159 condados do Estado americano de Geórgia. A sede do condado é Trenton, e sua maior cidade é Trenton. O condado possui uma área de 451 km², uma população de 15 154 habitantes, e uma densidade populacional de 34 hab/km² (segundo o censo nacional de 2000). O condado foi fundado em 25 de dezembro de 1837.